# Nicotiana undulata
Nicotiana undulata är en potatisväxtart som beskrevs av Hipólito Ruiz López och Pav. Nicotiana undulata ingår i släktet tobak, och familjen potatisväxter. Inga underarter finns listade i Catalogue of Life.

## Bildgalleri

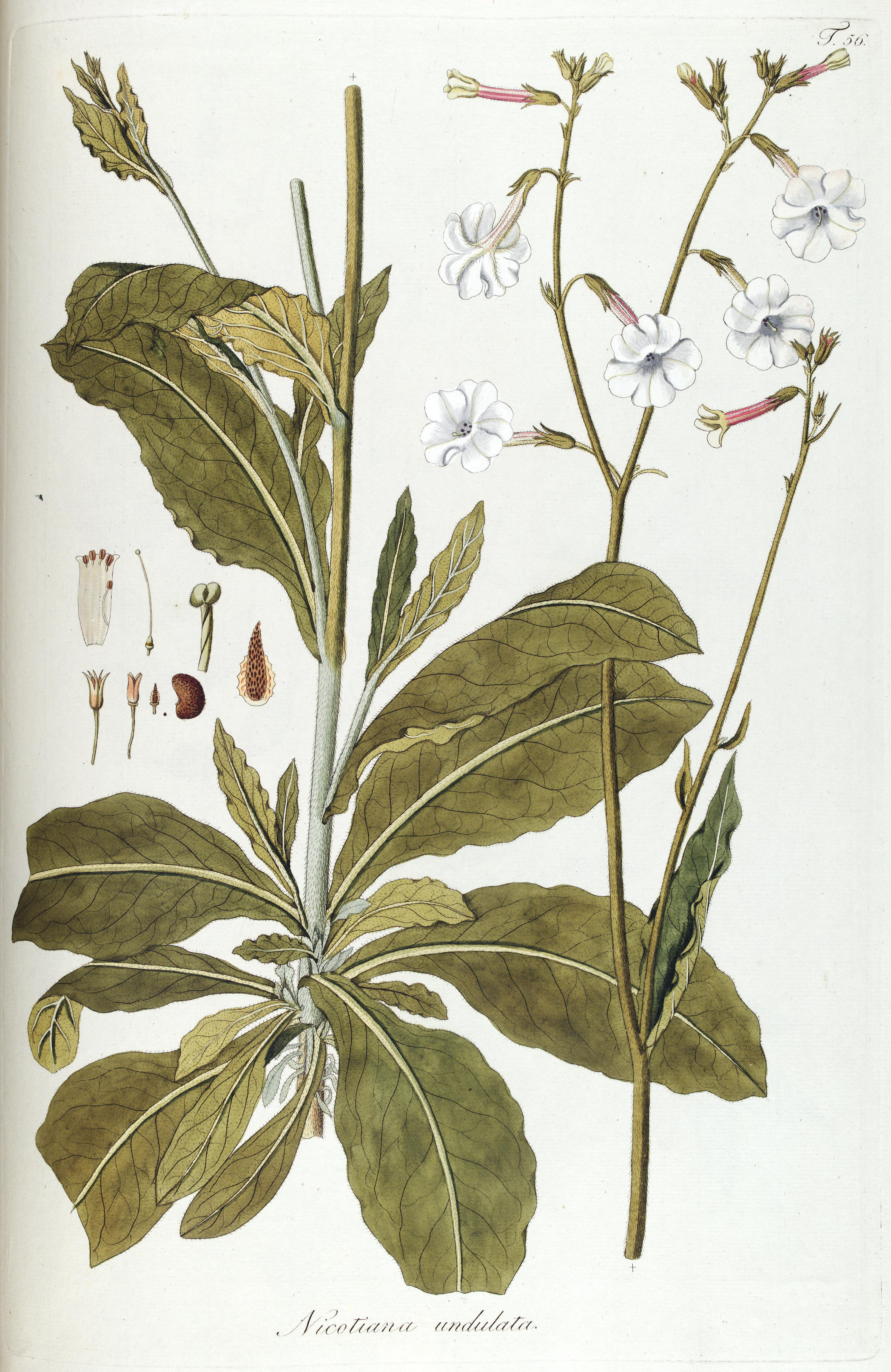